# 野市町
野市町（のいちちょう）は、高知県の中部に位置していた町で、2006年3月1日に周辺4町村と合併し香南市となった。

## 地理
- 山 - 三宝山（金剛山）
- 河川 - 物部川、香宗川、烏川、山北川、下井川、上井川、瀬戸川

### 隣接していた自治体
- 南国市、香美郡吉川村、香美郡赤岡町、香美郡香我美町、香美郡土佐山田町

## 歴史
- 1889年（明治22年）4月1日 - 町村制の施行により、近世以来の野市村が単独で自治体を形成。
- 1926年（大正15年）2月1日 - 野市村が町制施行して野市町となる。
- 1942年（昭和17年）7月1日 - 三島村の一部（大字物部のうち上岡地区）を編入。
- 1955年（昭和30年）1月1日 - 佐古村・香宗村・富家村と合併し、改めて野市町が発足。
- 1955年（昭和30年）4月1日 - 大字逆川・戸板島を土佐山田町に編入。
- 2006年（平成18年）3月1日 - 赤岡町・香我美町・夜須町・吉川村と合併して香南市が発足。同日野市町廃止。

## 行政

### 歴代町長
| 代   | 氏名       | 就任年月日    | 退任年月日    |
| ---- | ---------- | ------------- | ------------- |
| 初代 | 村上正吉   | 1955年1月18日 | 1958年3月23日 |
| 2    | 岩井儀     | 1958年4月11日 | 1961年4月30日 |
| 3    | 野嶋栄     | 1961年5月26日 | 1971年8月22日 |
| 4    | 木下光明   | 1971年9月14日 | 1995年9月13日 |
| 5    | 山本清二郎 | 1995年9月14日 | 1999年9月13日 |
| 6    | 仙頭義寛   | 1999年9月14日 | 2006年3月1日  |

### 行政機構
- 町長
  - 収入役
    - 出納室

  - 助役

- 企画課

- 企画政策班
- 広報情報班

- 総務課

- 総務班
- 人事財政班

- 税務課

- 住民税班
- 資産税班

- 町民課

- 戸籍住民班
- 保険年金班

- 健康福祉課

- 福祉介護班
- 健康づくり班

- 環境対策室

- 環境対策班

- 福祉センター

- 福祉センター運営

- 産業振興課

- 農業振興班
- 商工観光班
- 工業用水対策班

- 建設課

- 公共土木班
- 農業土木班

- 上下水道課

- 上水道班
- 下水道班
- 農業集落排水班

- 教育委員会

- 教育長

- 学校教育課
- 生涯学習課
- 公民館
- 給食センター
- 図書館

- 農業委員会

- 事務局

- 選挙管理委員会

- 事務局

- 監査委員

- 事務局

### 広域行政
- 香南消防組合
- 香南清掃組合
- 香南斎場組合
- 香美郡衛生組合衛生センター
- 特別養護老人ホーム等「三宝荘」「白寿荘」

### 開発公社
- 財団法人野市町開発公社
- 野市町土地開発公社

## 産業
- 主な産業
  - 農業が主体を占めている。
- 産業人口
  - （産業別就業者数、8,684人(100%) 平成12年国勢調査）

  1. サービス業 2,483人(28.6%)
  2. 卸・小売業 1,806人(20.8%)
  3. 農業 1,408人(16.2%)
  4. 製造業 1,121人(12.9%)
  5. 建設業 792人(9.1%)
  6. 公務（他に分類されないものを含む） 404人(4.7%)
  7. 運輸・通信業 351人(4.0%)
  8. 金融・保険業 186人(2.1%)
  9. 不動産業 41人(0.5%)
  10. 鉱業 26人(0.3%)
  11. 林業 26人(0.3%)
  12. 電気・ガス・水道・熱供給業 25人(0.3%)
  13. 漁業 15人(0.2%)

## 姉妹都市・提携都市

### 国内
- 具志頭村（沖縄県島尻郡）
  - 1993年5月18日 姉妹都市提携

## 地域

### 教育
- 幼稚園
  - 野市町立野市幼稚園
  - 野市町立東幼稚園
- 小学校
  - 野市町立野市小学校
  - 野市町立野市東小学校
  - 野市町立佐古小学校
- 中学校
  - 香南市立野市中学校
- 専修学校
  - 土佐総合学院専門学校
- 保育所
  - 野市町立野市保育所
  - 野市町立東保育所
  - 野市町立佐古保育所
- 職業訓練
  - 四国職業能力開発大学校附属高知職業能力開発短期大学校（愛称：ポリテクカレッジ高知）

### 施設
- 文化施設
  - 野市町立図書館
  - のいちふれあいセンター（野市町中央公民館）
  - 佐古コミュニティセンター
  - 富家公民館
- 体育施設
  - 高知県立青少年センター
  - 野市町運動公園
  - 野市町総合体育館
  - 野市町ふれあい広場
  - 町立テニス場（西野、山下）

### メディア
- 香南ケーブルテレビ
- 高知新聞香長総局

## 交通

### バス路線
- 土佐電ドリームサービス（安芸線・急行室戸岬線）
- 香我美町営バス（岸本線・西川線・東川線）

### 鉄道路線
- 土佐くろしお鉄道阿佐線（ごめん・なはり線）
  - のいち駅

### 道路
- 一般国道
  - 国道55号
- 主要地方道
  - 高知県道22号龍河洞公園線
  - 高知県道30号香北赤岡線
- 一般県道
  - 高知県道229号野市停車場線
  - 高知県道230号稗地中村線
  - 高知県道231号山川野市線
  - 高知県道232号山北野市線
  - 高知県道234号土佐山田野市線
  - 高知県道237号神母木野市線
  - 高知県道240号遠崎野市線
  - 高知県道364号南国野市線
  - 高知県道372号宮ノ口深淵線
  - 高知県道385号香北野市線

## 名所・旧跡・観光スポット・祭事・催事

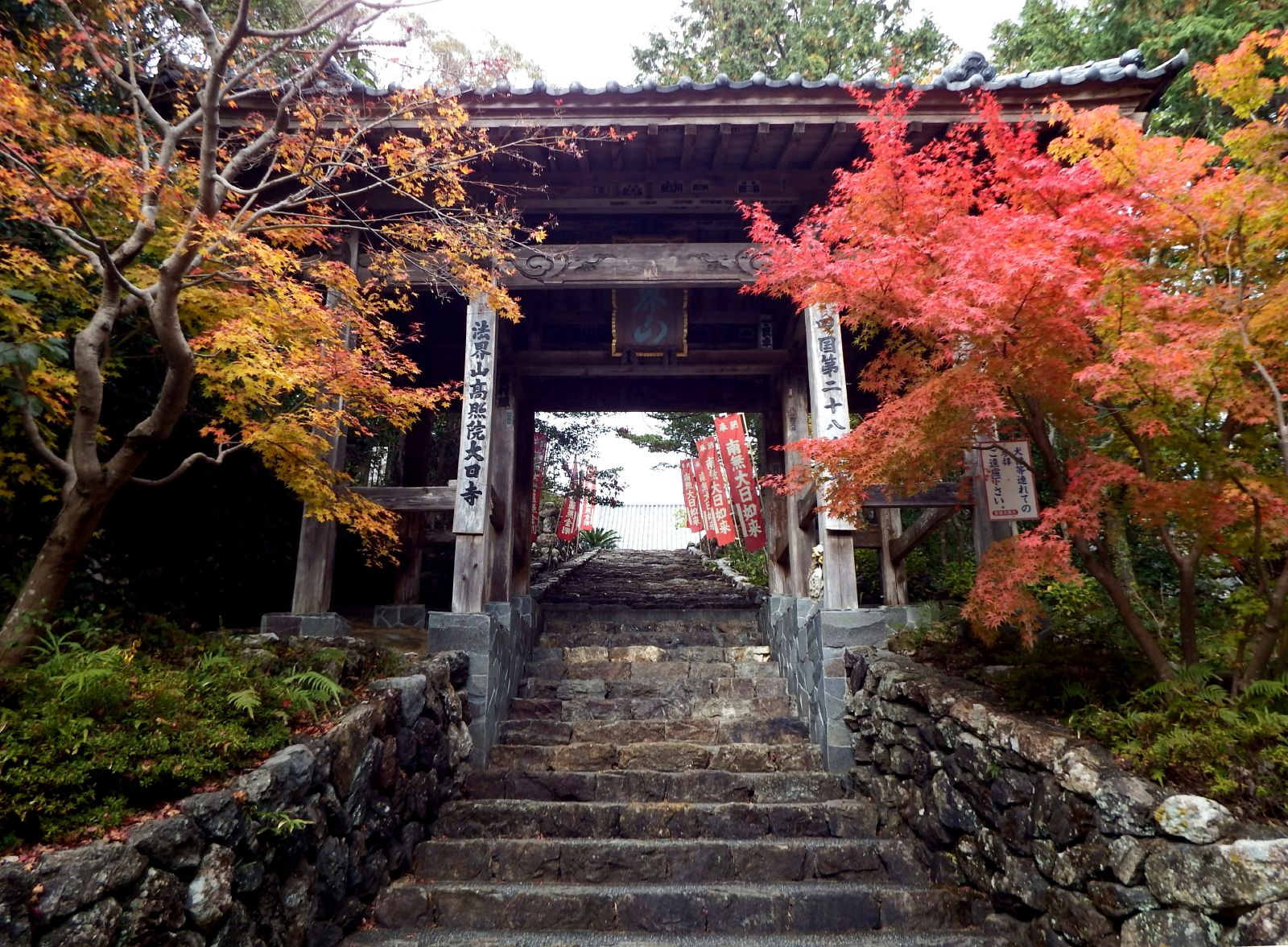
大日寺

### 名所など
- 高知県立のいち動物公園
- 四国自動車博物館
- 創造広場「アクトランド」
  - 龍馬歴史館
  - 世界クラシックカー博物館
- シャトー三宝・四万十の風 - 閉鎖
- 立山神社
- 法界山大日寺（四国八十八箇所28番札所）
- 香宗我部墓所

### 祭りなど
- のいちさくら祭り（3月下旬〜4月上旬）
- のいち花火大会・物部川祭り（7月）
- 立山神社の棒術・獅子舞（11月）
- 全日本素人ちんどんコンクール（11月）
- のいち祭り（11月）
- 野市町音楽祭（12月）
- 新春凧揚げ大会（1月）
- 旧正凧揚げ大会（2月）
- 佐古祭り（7月）
- のいちこどもフェスタ（2月）

### スポーツ大会・教室
- 町ペタンク大会（4月）
- 教育長杯ソフトバレーボール大会（6月）
- スポーツ少年団水泳教室（8月）
- 町長杯サッカー大会（小学生の部）（9月）
- 町民体育大会（10月）
- 町長杯サッカー大会（中学生の部）（10月）
- 町長旗争奪女子バレーボール大会（12月）
- 教育長杯テニス大会（12月）
- 成人記念町内駅伝大会（1月）
- 町長杯ミックスダブルステニス大会（3月）

## 出身有名人
- 萩原三圭 - 明治天皇の内親王の典医。日本初のドイツ留学医学生
- 青柳裕介 - 漫画家
- 森田正馬 - 精神医学者
- 新宮馬之助 - 海援隊隊士

## その他
- 最寄の空港は高知空港（南国市）。